# Watsonarctia fereimmaculata
Watsonarctia fereimmaculata är en fjärilsart som beskrevs av Charles Oberthür 1911. Watsonarctia fereimmaculata ingår i släktet Watsonarctia och familjen björnspinnare. Inga underarter finns listade i Catalogue of Life.